# シアン (曲)
シアンは、ナイトメアの5枚目のシングル。

## 概要
2004年10月21日発売。全2タイプ同時発売、Aタイプ・Bタイプ各DVD付。作品にDVDが特典として付属するのは初で、本作以降はオリジナル作品には全てDVDが特典として付属するようになり、また日本クラウン在籍時代のシングル作品のカップリング曲にはPVが制作されるようになる。
アルバム『リヴィド』の先行シングルとして発売された。作品の発表にあたり、初めてメンバーがノーメイクでメディアに登場した。

## 収録曲
CD（A・Bタイプ共通）
1. シアン（作詞・作曲：RUKA 編曲：ナイトメア）
曲名の「シアン」には色と毒薬と造語の3つの意味があり、「シアン」を漢字で書くと「染闇（しあん）」になる。この造語の意味は“闇を染める”[1]。
2. 月の光、うつつの夢（作詞：YOMI 作曲：咲人）

DVD
- 「シアン」Video Clip（Aタイプ）
- 「月の光、うつつの夢」Video Clip（Bタイプ）